# 埃米爾·休斯
埃米爾·休斯（英語：Emyr Huws；1993年9月30日—）是一位威爾士足球運動員。在場上的位置是中場。他現在效力於英冠球隊伊普斯维奇。他也代表威爾士國家足球隊參賽。

## 外部連結
- 足球数据库：埃米爾·休斯的球员统计数据
- Profile at the official Northampton Town website